# Rebaelliun
Rebaelliun ist eine brasilianische Death-Metal-Band, die 1998 in Porto Alegre, Rio Grande do Sul, gegründet wurde, sich 2002 trennte und seit 2015 wieder aktiv ist.

## Geschichte
Die Band wurde von Marcello Marzari (E-Bass, Gesang), Ronaldo Lima und Fabiano Penna Corrêa (beide E-Gitarre) sowie Sandro Moreira (Schlagzeug) gegründet. Nach der Veröffentlichung einer Promo-Kassette im Jahre 1998 wurde die Band von Hammerheart Records unter Vertrag genommen. Das niederländische Label veröffentlichte 1999 das Debütalbum Burn the Promised Land und Rebealliun ging anschließend auf eine Tour durch Europa. Die Band veröffentlichte eine EP namens Bringer of War, auf der sie ein Lied von Morbid Angel coverte. Im Anschluss wurde das zweite Album namens Annihilation veröffentlicht, dessen Veröffentlichung  eine zweite Tour durch Europa folgte. Nach einigen Problemen löste sich die Band im Jahre 2002 wieder auf. Mitte 2015 verkündete die Gruppe ihre Wiedervereinigung. 2016 schloss über Hammerheart Records sich das Album The Hell's Decrees an.

## Stil
Rebaelliun spielt klassischen Death Metal. Charakteristisch sind die schnell gespielten Double-Bass und Blastbeats. Die Band wurde mit anderen Genre-Vertretern wie Vader, Krisiun und Morbid Angel verglichen.

## Weitere Karriere der Mitglieder während der Auflösung
Der Gitarrist Corrêa trat kurz danach der brasilianischen Death- und Black-Metal-Band Horned God bei, die ein Album bei dem französischen Label Listenable Records veröffentlichte. Einige Jahre später gründete er die Band The Ordher mit zwei Mitgliedern der Band Nephasth. Sie veröffentlichten das Debütalbum Weaponize am 23. Oktober 2007 bei Unique Leader Records; in Polen wurde es bei Empire Records Ende März 2008 veröffentlicht.
Der Schlagzeug Moreira trat der brasilianischen Death-Metal-Band Mental Horror bei, zuvor die beiden Alben Proclaiming Vengeance (2001)  und Abyss Of Hypocrisy (2004) bei Mutilation Records (Brasilien) und Displeased Records (Europa) veröffentlicht hatte. 2007 erschien das dritte Album Blemished Redemption via Mutilation Records (Brasilien) sowie auf Vinyl via Animate Records (Deutschland) und via Empire Records in Polen.
Der Sänger und Bassist Marzari arbeitete im Tattoo- und Piercing-Studio Renegade Studio. Es ist unklar, ob er dies fortgesetzt hatte, als er die Band vor der Veröffentlichung des zweiten Albums Annihilation im Jahre 2001 verlassen hatte. Später trat er der brasilianischen Band Abhorrence bei.
Das weitere Verbleiben von Lohy Fabiano (E-Bass/Gesang auf Annihilation) und Gitarrist Lima ist unbekannt.

## Diskografie

### Alben
- Burn the Promised Land (1999, Hammerheart Records)
- Annihilation (2001, Hammerheart Records)
- The Hell's Decrees (2016, Hammerheart Records)

### EPs
- At War (1999, Hammerheart Records)
- Bringer of War (2000, Hammerheart Records)

### Demos
- Demo Tape '98 (1998, Eigenveröffentlichung)